# La Mer cruelle (film, 1972)
Pour les articles homonymes, voir La Mer cruelle.
Pour plus de détails, voir Fiche technique et Distribution.
La Mer cruelle (بس يابحر, Bas ya Bahar) est un film koweïtien réalisé par Khalid Al Siddiq (ar), sorti en 1972. Il s'agit du premier film produit au Koweït.

## Synopsis
Un pêcheur de perle interdit à son fils Moussaed de faire le même travail que lui. Mais celui-ci souhaite épouser Nura sa bien-aimée et a besoin d'argent. Son père décidé finalement de lui prêter son équipement.

## Fiche technique
- Titre : La Mer cruelle
- Titre original : بس يابحر (Bas ya Bahar)
- Réalisation : Khalid Al Siddiq (ar)
- Scénario : Khalid Al Siddiq (ar), Walaa'Salah El-Din, Saad Al Farraj et Abdel-Rahman Saleh
- Musique : Bo Tarik
- Photographie : Tewfik El-Amir
- Montage : Hassanouf
- Pays :  Koweït
- Genre : Drame
- Durée : 106 minutes
- Dates de sortie : 
  -  Italie : 1972 (Mostra de Venise)

## Distribution
- Mohammed Al-Mansour : Moussaed
- Amal Bakr : Nura
- Saad Al Farraj : le père
- Hayat Al Fahad : la mère
- Mohammed Al-Monieaa
- Hamad Nasser : Bader

## Distinctions
Le film a reçu le prix FIPRESCI à la Mostra de Venise 1972.